# Martin Balej
Martin Balej (* 28. dubna 1977 Ústí nad Labem) je český fyzický geograf, v letech 2015 až 2023 rektor Univerzity Jana Evangelisty Purkyně v Ústí nad Labem, od března 2023 prorektor univerzity, od září 2022 zastupitel města Ústí nad Labem a zastupitel městského obvodu Ústí nad Labem-Severní terasa.

## Život
V roce 1995 maturoval s vyznamenáním na Gymnáziu, Ústí nad Labem, Jateční 22. V letech 1995 až 2000 pak vystudoval magisterský obor učitelství pro střední školy (geografie a matematika) na Pedagogické fakultě Univerzity Jana Evangelisty Purkyně v Ústí nad Labem a získal titul Mgr. Následně v letech 2000 až 2008 absolvoval doktorský obor fyzická geografie na Přírodovědecké fakultě Univerzity Karlovy v Praze (získal titul Ph.D.). Na stejném pracovišti složil o rok později úspěšně rigorózní zkoušku a přibyl mu titul RNDr. V roce 2012 se pak habilitoval (tj. získal titul doc.) v oboru geografie na Fakultě humanitných a prírodných vied Prešovské univerzity v Prešove.
V letech 2000 až 2005 pracoval jako asistent a později odborný asistent na Katedře geografie Pedagogické fakulty UJEP v Ústí nad Labem. V roce 2005 se katedra přesunula na nově vzniklou Přírodovědeckou fakultu UJEP v Ústí nad Labem, kde dále působil jako odborný asistent a od roku 2012 je docentem. Mezi roky 2003 a 2007 byl zástupcem vedoucího Katedry geografie, od roku 2012 do roku 2015 ji vedl.
Angažoval se také v dalších akademických funkcích. V letech 2005 až 2010 byl proděkanem pro rozvoj a informatizaci Přírodovědecké fakulty UJEP. Byl také členem Akademického senátu Pedagogické fakulty UJEP (2000–2004), členem Akademického senátu UJEP (2004–2005), předsedou Akademického senátu UJEP (2011–2013) a místopředsedou Akademického senátu UJEP (2014–2015).
Ve vědecké práci se zaměřuje na fyzickou geografii, konkrétně na změny land use či land cover a na aplikaci geoinformatických metod pro geografické hodnocení vývoje krajiny.
V únoru 2015 jej Akademický senát Univerzity Jana Evangelisty Purkyně v Ústí nad Labem zvolil svým rektorem. Prezident Miloš Zeman jej do funkce jmenoval dne 18. března 2015, stal se tak nejmladším rektorem českých veřejných vysokých škol.
V listopadu 2018 byl akademickým senátem opět zvolen rektorem Univerzity Jana Evangelisty Purkyně v Ústí nad Labem, v lednu 2019 jej pak do funkce jmenoval prezident Miloš Zeman. Post rektora zastával do března 2023. Následně se stal prorektorem pro projekty Evropských strukturálních a investičních fondů (ESIF).
Martin Balej je ženatý a má dvě děti – dceru Annu a syna Martina. Žije v Ústí nad Labem.

## Politické působení

### Kandidatura do Senátu
Ve volbách do Senátu PČR v roce 2022 kandidoval jako nestraník za ODS v obvodu č. 31 – Ústí nad Labem. Se ziskem 12,85 % hlasů se umístil na 3. místě a do druhého kola voleb nepostoupil.

### Komunální politika
V komunálních volbách v roce 2022 kandidoval do zastupitelstva Ústí nad Labem z 9. místa kandidátky ODS. Vlivem preferenčních hlasů však skončil první, a stal se tak zastupitelem města.
V roce 2022 kandidoval také do Zastupitelstva městského obvodu Ústí nad Labem-Severní terasa, a to z 6. místa kandidátky ODS. Vlivem preferenčních hlasů však skončil první, a stal se tak zastupitelem městského obvodu.